# چارلز دونز
چارلز دونز (انگلیسی: Charles Devens; ۴ آوریل ۱۸۲۰ – ۷ ژانویهٔ ۱۸۹۱) سیاست‌مدار اهل ایالات متحده آمریکا بود.